# Siniša Zlatković
Siniša Zlatković (ur. 16 kwietnia 1934 w Smederevie) – piłkarz jugosłowiański grający podczas kariery na pozycji pomocnika. 

## Kariera klubowa
Siniša Zlatković podczas piłkarskiej kariery występował w Crvenej zvezdzie Belgrad.

## Kariera reprezentacyjna
W 1950 Zlatković uczestniczył w mistrzostwach świata. Na turnieju w finałowym w Brazylii był rezerwowymi i nie wystąpił w żadnym meczu. Nigdy nie zdołał zadebiutować w reprezentacji Jugosławii.